# Лучибелло, Антонио
Антонио Лучибелло (итал. Antonio Lucibello; род. 25 февраля 1942, Спедзано-Альбанесе, королевство Италия) — итальянский прелат и ватиканский дипломат. Титулярный архиепископ Турио с 8 сентября 1995. Апостольский нунций в Гамбии, Гвинее и Либерии с 8 сентября 1995 по 27 июля 1999. Апостольский делегат в Сьерра-Леоне с 8 сентября 1995 по 1996. Апостольский нунций в Сьерра-Леоне с 1996 по 27 июля 1999. Апостольский нунций в Парагвае с 27 июля 1999 по 27 августа 2005. Апостольский нунций в Турции и Туркмении с 27 августа 2005 по 31 июля 2015.